# Francesca Gregorini
Francesca McKnight Donatella Romana Gregorini di Savignano di Romagna (Roma, 7 agosto 1968) è una regista e sceneggiatrice italo-statunitense.

## Biografia
Nata a Roma il 7 agosto 1968 da Barbara Bach, attrice statunitense d'origine ebraica e irlandese, e da suo marito Augusto Gregorini, imprenditore italiano. Ha un fratello, Gianni Andrea, nato nel 1972.
Seguì la madre a Los Angeles nel 1975, dopo il suo divorzio. Nel 1981 sua madre Barbara si sposò con Ringo Starr, ex batterista dei Beatles e Francesca fece parte della famiglia allargata che comprendeva anche Zak e Lee Starkey, figli avuti dal patrigno con la prima moglie Maureen Cox. È inoltre nipote acquisita del chitarrista Joe Walsh, marito di sua zia Marjorie Bach, sorella di sua madre. Si trasferì successivamente nel 1990 a Providence, in Rhode Island, per frequentare l'Università Brown dove studiò teatro e semiotica.
Iniziò la sua carriera come cantante e musicista, dapprima scrivendo due canzoni per la colonna sonora del film See Jane Run nel 2001, dove è apparsa in un cameo, per poi pubblicare un suo album nel 2003, Sequel, nel quale canta e suona la chitarra e il basso. Pochi anni dopo vendette alcune sue sceneggiature alla HBO e alla Paramount Pictures prima di co-dirigere con Tatiana von Fürstenberg, nel 2009, il suo debutto alla regia, Tanner Hall - Storia di un'amicizia, con Rooney Mara e Georgia King. Il film entrò nella selezione ufficiale del Toronto International Film Festival nel 2009.
Nel 2013 scrisse e diresse il suo secondo film, co-prodotto insieme a Rooney Mara (che collaborò con lei nel suo precedente film), La verità su Emanuel, con Kaya Scodelario, Jessica Biel e Alfred Molina. Jessica Biel interpreta Linda, misteriosa nuova vicina di Emanuel, ragazza tormentata interpretata da Kaya Scodelario, che ha una sorprendente somiglianza con la madre morta. Il film fu inizialmente intitolato Emanuel and the Truth About Fishes ma il distributore Tribeca decise di cambiare il titolo, presumibilmente per il nome troppo lungo. Il film fu in concorso nella sezione US Dramatic Competition del Sundance Film Festival del 2013 e nello stesso anno ricevette il premio Best Feature Director al LA Femme International Film Festival.
Nel 2013 le fu offerto di dirigere Your Voice in My Head, adattamento cinematografico dell'autobiografia di Emma Forrest; il progetto, originariamente di Sony Pictures e Warner Bros., passò poi alla casa indipendente Benaroya Pictures ma non fu mai realizzato.

## Vita privata
Dichiaratamente lesbica, dal 2002 al 2004 ebbe una relazione con l'attrice australiana Portia de Rossi. Dal 2015 è la compagna della produttrice Morgan Marling, sorella dell'attrice Brit Marling.

## Filmografia

### Attrice
- See Jane Run, regia di Sarah Thorp (2001)
- Tanner Hall - Storia di un'amicizia, (Tanner Hall), regia di Francesca Gregorini e Tatiana von Fürstenberg (2009)

### Produttrice
- Tanner Hall - Storia di un'amicizia (Tanner Hall), regia di Francesca Gregorini (2009)
- La verità su Emanuel (Truth About Emanuel), regia di Francesca Gregorini e Tatiana von Fürstenberg (2013)

### Regista

#### Cinema
- Tanner Hall - Storia di un'amicizia (Tanner Hall), co-regia con Tatiana von Fürstenberg (2009)
- La verità su Emanuel (Truth About Emanuel, 2013)

#### Televisione
- Humans - serie TV, episodi 2x05-2x06 (2016)
- Philip K. Dick's Electric Dreams – serie TV, episodio 1x06 (2017)
- Chambers – serie TV, episodio 1x04 (2019)
- Killing Eve – serie TV, episodi 2x05-2x06 (2019)
- The Hypnotist's Love Story - serie TV, episodio 1x01 (2019)
- The Dropout – serie TV, episodi 1x05-1x06 (2022)
- Based on a True Story – serie TV, episodi 1x06-1x07 (2023)

### Sceneggiatrice
- Tanner Hall - Storia di un'amicizia (Tanner Hall), regia di Francesca Gregorini (2009)
- La verità su Emanuel (Truth About Emanuel), regia di Francesca Gregorini e Tatiana von Fürstenberg (2013)

## Discografia

### Album
- 2003 - Sequel

### Collaborazioni
- 1995 - Andalusian Aria Helene

## Riconoscimenti (parziale)
- LA Femme International Film Festival[10]
  - 2013 - Miglior regista per La verità su Emanuel